# الحماقى (الشغادرة)

تعديل مصدري - تعديل

الحماقى هي إحدى قرى عزلة السوالمة بمديرية الشغادرة التابعة لمحافظة حجة، بلغ تعداد سكانها 89 نسمة حسب تعداد اليمن لعام 2004.